# Consell d'Estat de França
El Consell d'Estat de França (Conseil d'État, en francès) és el suprem òrgan consultiu del govern, i funciona a més com a última instància de la jurisdicció administrativa.
Com a òrgan consultiu, el Consell d'Estat ha de ser consultat pel govern abans de prendre determinades decisions, principalment l'adopció de projectes de llei. En la seva funció jurisdiccional, és l'última instància judicial en determinats àmbits (bàsicament, per a la resolució de recursos dirigits contra les decisions d'una autoritat pública). El seu vicepresident, que és de fet la primera autoritat del Consell, és també el primer funcionari de l'Estat: així, presenta al president de la República els seus respectes en nom del conjunt de cossos constituïts, de la funció pública, de la magistratura, de les empreses públiques, etc.
El Consell d'Estat té la seu al  Palau Reial ( Palais-Royal) de París.
El Consell d'Estat està vinculat amb l'Institut Francès de Ciències Administratives (IFSA) creat en 1947 per René Cassin i tradicionalment presidit pel vicepresident del Consell d'Estat francès.